# 上海菜
滬菜（另稱上海菜）是由发源于上海本土以红燒、生煸、濃油赤醬為特色的「本帮菜」为主，再吸收鄰近江南一帶蘇、浙等地飲食文化而成，加上上海自晚清以來被闢作租界廣泛與西方接觸，亦因此融入了一定的西餐元素，逐渐形成兼容并蓄且不失开拓创新的海派风格菜肴；主要可以总结为湯卤醇厚，濃油赤醬，糖重色豐，咸淡適口，選料注重活、生、寸、鲜；调味擅長咸、甜、糟、酸。

## 历史沿革
南宋末年，上海十六铺出现了酒肆。清初，十六铺洋行街（今黄浦区小东门阳朔路）有菜馆六七家。上海开埠后，徽、苏锡、宁帮随商人来沪开设菜馆。

### 十六帮别闹申城
1843年上海开埠后，「十六帮别闹申城」，本、闽、湘、京、川、苏锡、镇扬、豫、鲁、徽、津、粤、宁、清真、素菜等十六总不同的餐饮流派汇聚上海摊。最早在上海流行起来的是安徽菜，随后苏锡菜、粤菜、淮扬菜和京菜逐渐兴盛，1930年代苏锡菜馆几占上海酒菜馆之半，而广东大菜则成为了上海番菜的代名词，深得上海市民及外侨的喜爱，新雅粤菜馆、上海杏花楼酒家等海派粤菜名店成为了上海中菜馆中的头牌并传承至今。此外，国际饭店、燕云楼的京菜；扬州饭店、老半斋的淮扬菜；梅龙镇酒家、四川饭店、洁而精、绿杨村的海派川菜；老正兴的苏锡菜；大富贵酒楼的徽帮菜；洪长兴的清真菜；功德林的素菜等皆为上海餐饮名店。

### 上海本帮菜
本帮起源于本地家常菜，以家常、平民化为自身的特色，常用的烹调方法以红烧、煨、糖为主，烹饪上善于用糟，以浓油赤酱、咸淡适中、醇厚鲜美著称。早期的本帮菜更是以价廉、味重、量足为鲜明特点，圈子、腌笃鲜、黄豆汤这些平民原料，皆为本帮菜的生力军。最早的本帮菜源于浦东三林人，于清嘉庆光绪年间在上海老城区开设的饭摊，称作“铲刀帮”。1930年后，上海工商业快速发展，本帮菜的顾客变成以公司职员为主的新兴阶层，廉价菜在本帮菜中的比例开始下降。

### 海派西餐
海派西餐为上海特有的、中西结合的一种菜式流派，是上海人按照自身的口味及本地食材的特性自己创造出来的西餐。上海开埠后，西方文化逐渐开始影响上海，西菜馆也随之在上海开立。据文献记载，上海的第一家西菜馆为位于福州路的一品香番菜馆。当时西菜又称为番菜。虽然在当时吃西餐是非常时髦的生活方式，但是中国人一开始难以适应西菜的烹饪方式，就比方说这半生半熟的牛排。上海西餐于是便汲取各国西餐的精髓而逐渐形成了自身的特色，俄式海派西餐一菜一汤（罗宋汤、面包加黄油）因经济实惠瞬时风靡上海。1937年前，上海有西菜馆200多家，尤以霞飞路和福州路最为集中。其中福州路（旧称四马路）更是因此被称为“四马路大菜”。当时有名的有红房子、德大西菜社、凯司令西菜社、蕾茜饭店、复兴西菜社和天鹅阁西菜馆等。

## 著名菜式

### 传统名菜
红燒鮰魚、春秋兩季吃甲魚（菜花甲魚、桂花甲魚）、白切羊肉、紅燒羊肉砂鍋、烂糊肉丝、蔥烤鯽魚、紅燒划水、清蒸鰣魚、嗆蟹、上海燻蛋、響油鳝丝、清蒸阳澄湖大閘蟹、毛蟹年糕、八宝鸭、腌笃鲜、刀鱼汁面、油爆虾，三黄鸡，草头圈子，熏鱼，四喜烤麸，三鲜肉皮汤，毛蟹年糕，本帮红烧肉。

### 本帮菜“老八样”
本帮走油肉、咸肉扣水笋、扣鸡、本帮蒸三鲜、红烧鳊鱼、扣三丝、小葱肉皮、扣蛋卷。

### 海派西餐
罗宋汤、炸猪排、上海沙拉（即洋山芋沙拉）、烙蛤蜊、烙蟹斗、金必多浓汤、咖喱牛肉/土豆。

### 点心类
上海點心有南翔小笼馒头、生煎馒头、粢饭糕、油墩子、老虎脚爪、蟹壳黄、八宝饭、排骨年糕、柴爿馄饨、油豆腐粉丝汤、鸡鸭血汤、上海松糕、豆沙鍋餅、两面黄、葱油拌面、高桥松饼、双档等。

## 非物质文化遗产
| 菜系 | 编号 | 项目名称                                           | 申报地区或单位                       | 批次   |
| ---- | ---- | -------------------------------------------------- | ------------------------------------ | ------ |
| 粤菜 | Ⅷ-4  | 杏花楼广式月饼制作技艺                             | 黄浦区                               | 第一批 |
| 本帮 | Ⅷ-8  | 南翔小笼馒头制作工艺                               | 黄浦区、嘉定区                       | 第一批 |
| 素食 | Ⅷ-9  | 功德林素食制作技艺                                 | 黄浦区                               | 第一批 |
| 川菜 | Ⅷ-10 | 绿杨村川扬菜点制作工艺                             | 静安区                               | 第一批 |
| 本帮 | Ⅷ-18 | 王家沙本帮点心制作技艺                             | 静安区                               | 第一批 |
| 本帮 | Ⅷ-23 | 枫泾丁蹄制作技艺                                   | 金山区                               | 第一批 |
| 本帮 | Ⅷ-24 | 高桥松饼制作技艺                                   | 浦东新区                             | 第一批 |
| 本帮 | Ⅷ-25 | 羊肉加工技艺（真如羊肉加工技艺、江桥羊肉加工技艺） | 普陀区、嘉定区                       | 第一批 |
| 本帮 | Ⅷ-33 | 三阳泰糕点制作技艺                                 | 南汇区                               | 第二批 |
| 本帮 | Ⅷ-48 | 老正兴本帮菜肴传统烹饪技艺                         | 黄浦区                               | 第三批 |
| 本帮 | Ⅷ-49 | 上海老饭店本帮菜肴传统烹饪技艺                     | 黄浦区                               | 第三批 |
| 本帮 | Ⅷ-50 | 本帮菜肴传统烹饪技艺                               | 浦东新区                             | 第三批 |
| 浙菜 | Ⅷ-51 | 小绍兴白斩鸡制作技艺                               | 黄浦区                               | 第三批 |
| 本帮 | Ⅷ-53 | 上海米糕制作技艺                                   | 松江区                               | 第三批 |
| 京菜 | Ⅷ-54 | 国际饭店京帮点心制作技艺                           | 上海锦江国际酒店（集团）股份有限公司 | 第三批 |